# Ivan Cardoso
Ivan do Espírito Cardoso Filho (Rio de Janeiro, 1º de outubro de 1952) é um cineasta e fotógrafo brasileiro.
A carreira de Ivan relaciona-se ao termo terrir, que designa os filmes que mesclam humor e terror, gênero do qual é considerado um mestre.
Cardoso trouxe o termo de um gibi publicado pela Editora Taika, da qual era leitor assíduo. Fascinado por quadrinhos, adquiriu os direitos da personagem Naiara, a Filha de Drácula, personagem publicada pela editora e ilustrada por Nico Rosso (que também ilustrava a revista Terrir). Cardoso contou, em diversos de seus filmes, com roteiros de R. F. Lucchetti, Por intermédio de José Mojica Marins, Lucchetti conheceu Cardoso em 1977, iniciando uma parceria criativa que resultaria em obras como O Segredo da Múmia (que contou com Mojica no elenco), As Sete Vampiras, O Escorpião Escarlate e Um Lobisomem na Amazônia.
Incorporando o horror em seus trabalhos desde seus primeiros filmes, o início de sua filmografia é marcado pela realização de curta-metragens no formato Super-8 e por sua afiliação aos movimentos contraculturais existentes no Rio de Janeiro entre as décadas de 1960 e 1970.

## Filmografia

### Como diretor
- 2020 - O Colírio do Corman me deixou Doido Demais (curta-metragem)

- 2014 - O Bacanal do Diabo e Outras Fitas Proibidas de Ivan Cardoso
- 2013 - Cobra de Vidro  - cine clip das Vespas Mandarinas
- 2012 - Monstrilandia
- 2006 - Um Lobisomem na Amazônia (longa-metragem)
- 2006  - O Sarcófago  Macabro (telefilme)
- 2005 - A Marca do Terrir (longa-metragem)
- 2004 - Heliorama (curta-metragem)
- 2004  - O ABC do Amor - uma cine-entrevista com Tim Maia (especial para televisão)
- 1999 - Sexo, Drogas e Rock 'n' Roll (curta-metragem)
- 1999 - Hi-Fi (curta-metragem)
- 1997 - À Meia Noite com Glauber Rocha (curta-metragem)
- 1994 - Fragmentos do Discurso Amoroso (curta-metragem)
- 1992 - Torquato Neto - O Anjo Torto da Tropicália (especial para televisão)
- 1990 - O Escorpião Escarlate (longa-metragem)
- 1986 - As Sete Vampiras (longa-metragem)
- 1985 - Os Bons Tempos Voltaram: Vamos Gozar Outra Vez (longa-metragem; episódio Sábado Quente)
- 1982 - O Segredo da Múmia (longa-metragem)
- 1981 - Domingo de Ramos (curta metragem)
- 1979 - H.O. (curta-metragem)
- 1978 - Dr. Dyonelio (curta-metragem)
- 1977 - O Universo de Mojica Marins (curta-metragem)
- 1974 - Moreira da Silva (curta-metragem)
- 1974 - Chuva de Brotos (curta-metragem)
- 1972 - A Múmia Volta a Atacar (curta-metragem)
- 1972 - Sentença de Deus (curta-metragem Super 8)
- 1971 - Gal Fa-Tal (curta-metragem)
- 1971 - Nosferato no Brasil  (curta-metragem Super 8)

### Como ator
- 2020 - Ivan, o Terrirvel
- 2004 - Uma Estrela pra Ioiô
- 1995 - O Mandarim
- 1973 - O Rei do Baralho